# St. Georg (Limbourg)

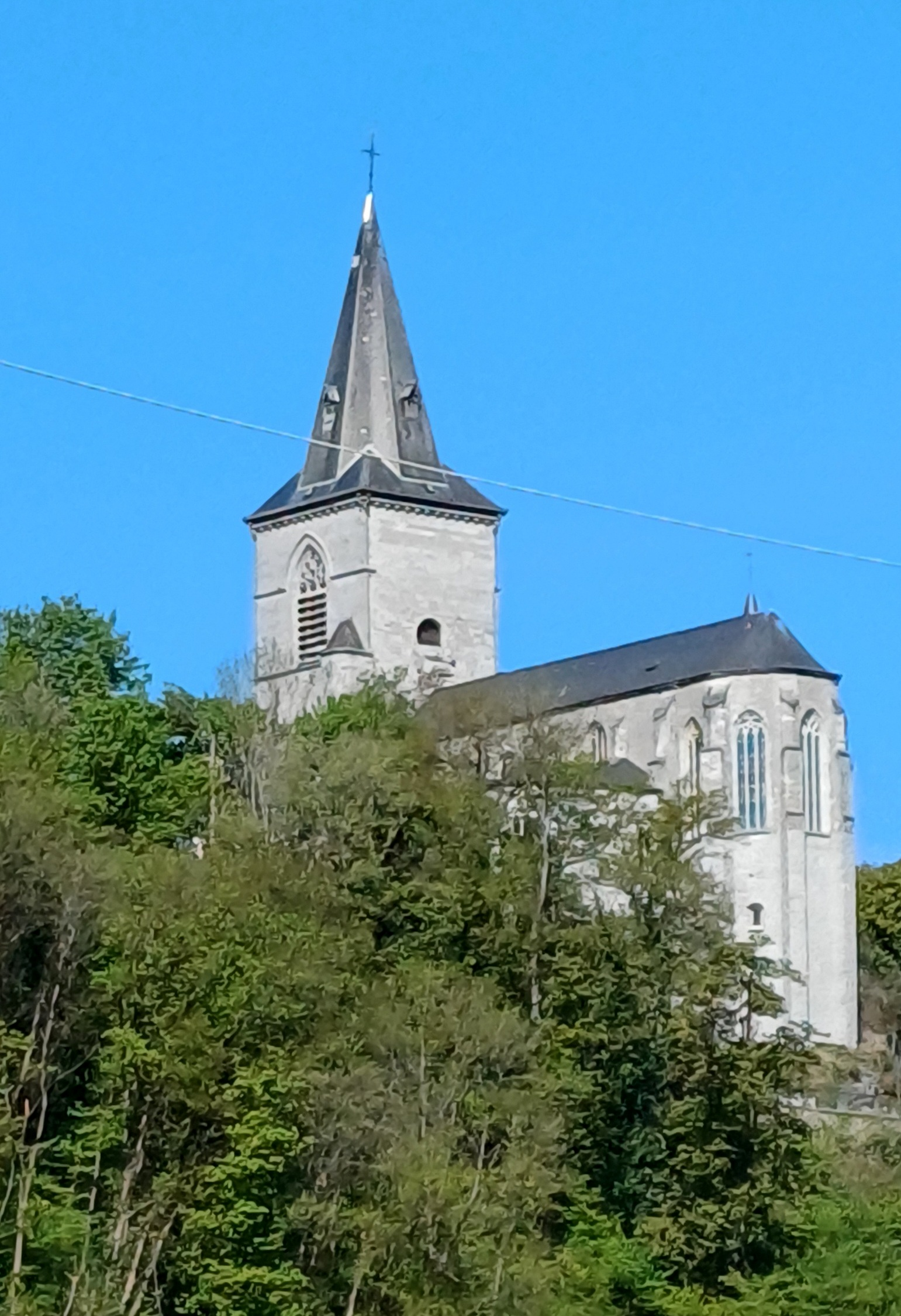
St. Georg, Limbourg

Die Kirche St. Georg (frz.: Église Saint-Georges) in Limbourg, Provinz Lüttich, Belgien, ist eine römisch-katholische Pfarrkirche im Bistum Lüttich, die unter dem Patrozinium des hl. Georgs steht. Der heutige Kirchenbau wurde im 15. Jahrhundert auf den Überresten einer älteren Kapelle im gotischen Stil erbaut und wurde 1933 als Kulturdenkmal der Wallonie anerkannt. Die Besonderheit ist ihre Lage auf einem Felsensporn hoch über dem Wesertal, wodurch Chor und Krypta weit über die umgebende Mauer der alten Festungsstadt hinausragen.
Im Jahr 1997 wurde die Kirche wegen Sicherheitsmängeln geschlossen und im November 2024 begannen schließlich umfangreiche Sanierungs- und Renovierungsarbeiten, die im Herbst 2025 abgeschlossen sein sollen.

## Geschichte
Bereits für das Jahr 1172 wird am Platz der heutigen Kirche eine kleine einschiffige Kapelle im romanischen Stil erwähnt, die ursprünglich den Herzögen von Limburg als Privatkapelle diente und später als Filialkirche der Mutterpfarre St. Lambert im Ortsteil Goé angegliedert war. Die Kapelle war nach Osten ausgerichtet und schloss mit einer flachen Apsis ab. Zu Beginn des 14. Jahrhunderts wurde sie um ein Joch verlängert. An ihrer Westseite erhielt sie einen mächtigen quadratischen Turm, der zugleich als Wehrturm ausgebaut war. ursprünglich den Herzögen als private Kapelle
Im Jahr 1460 wurde die Sankt-Georgs-Kirche durch Beschluss des Abtes der Abtei Rolduc zur Propstei erhoben und sie nahm eine Gruppe von Kanonikern aus dem Mutterkloster auf. Der Propst von St. Georg hatte sowohl eine religiöse als auch eine administrative Funktion und für ihn wurde als separater Eingang das Propsttor, eingerichtet, das links neben der Kirche noch zu sehen ist. In diesem Zeitraum wurde die Kirche zudem um zwei zusätzliche Seitenschiffe mit Kreuzrippengewölben erweitert, der Chor polygonal ausgebaut und eine neue Sakristei an dessen Südostecke angebaut. Darüber hinaus wurde unter dem Chor eine Krypta eingerichtet, die sowohl vom Chor aus als auch von außen zugängig ist und in früheren Jahren auch als Munitions- und Archivdepot genutzt wurde.
Zwischen August 1566 und März 1567 übernahmen kurzfristig die Protestanten die Kirche, die dort unter ihrem Pastor Franz Junius den Älteren eine kleine reformierte Republik aufbauen wollten. Die spanisch katholischen Truppen unter Herzog Alba konnten das Gotteshaus jedoch recht bald wieder zurückerobern.
In den Folgejahren wurde die Kirche mehrfach teils massiv beschädigt, jedoch immer wieder in altem Stil restauriert. So wurde sie beispielsweise 1781 von einem Brand heimgesucht, etwa 16 Jahre später im Rahmen der französischen Revolution geplündert und die Glocke entwendet, im Jahr 1834 erneut von einem Brand betroffen und schließlich im Zweiten Weltkrieg durch Granateinschlag schwer beschädigt.
Gegen Ende des 20. Jahrhunderts hatten sich die Sicherheitsmängel an der Bausubstanz wieder so massiv erhöht, dass sie im Jahr 1997 nach einem letzten Gottesdienst geschlossen werden musste. Besonders die marode Decke, die Wände sowie die Elektrizität des Kirchengebäudes müssen vollständig erneuert werden. Nachdem mittlerweile ein EU-Zuschuss gebilligt worden ist, wird sie nunmehr seit 2024 grundlegend renoviert. Danach soll sie nicht nur als Gotteshaus, sondern auch als Kulturzentrum genutzt werden.

## Baucharakteristik

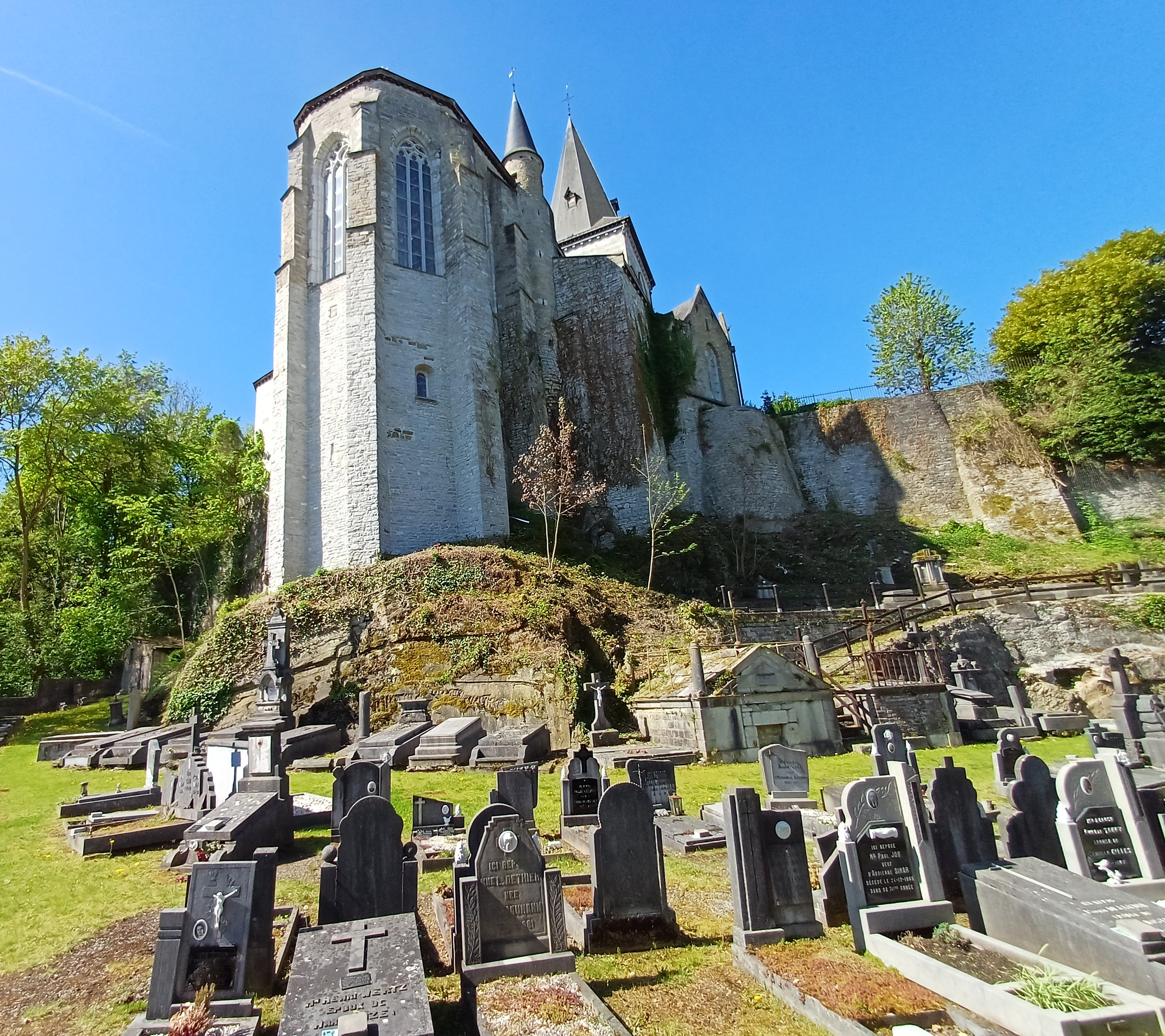
Rückseitige Ansicht mit Geschützturm, Chor und darunter liegender Krypta auf dem Felsensporn, davor Ortsfriedhof

Der in Bruchsteinen errichtete gotische Kirchenbau setzt sich aus dem langgestreckten hohen fünfachsigen Kirchenschiff mit einem Satteldach sowie einem daraus übergehenden Chor und der Apsis zusammen, wobei Letztere wegen ihrer Randstellung auf dem steilen Felsensporn an ihren Außenseiten mit kräftigen Stützpfeilern zwischen den Achsen verstärkt sind. In den Achsen befinden sich hohe Spitzbogenfenster mit gotischer Maßwerkverzierung. Unter dem Chor weisen die kleinen Rundbogenfenster in der Fassade auf die dortige Krypta hin. An der Nordseite des Gebäudes ist zwischen Chor und Querschiff ein kleiner Geschützturm mit Schießscharten und Spitzhelm zwischengesetzt, der auf die militärische Rolle dieses religiösen Gebäudes in früheren Zeiten hinweist.
An der Westfassade dominiert der mächtige quadratische und durch rundum verlaufende Gesimse in drei Geschossen gegliederte Kirchturm mit seinem heutigen Knickhelm. Am Turm fanden bereits mehrfache Restaurierungen und Umgestaltungen je nach Verwendung als Wehr- oder Kirchturm statt, zuletzt zu Beginn des 20. Jahrhunderts, wo er seine heutige Form erhielt, allerdings mit einer rundum verlaufenden Balustrade, die 1965 wieder abgebaut wurde.
An der Westfassade des Turms befindet sich der Haupteingang zur Kirche, der als zweitüriges gotisches Portal mit zwei Spitzbögen, flankiert von Pilastern mit Krabbenspitzen gestaltet wurde. Zwischen den beiden Spitzbögen ist auf einer rautenartigen Fläche reliefartig die Figur des hl. Georgs zu Pferd zu sehen, wie er den Drachen tötet. Als Besonderheit befindet sich an der unteren Spitze der Rautenfläche eine kleine kniende Figur. Bei ihr handelt es sich um eine 1874 angefertigte Kopie des Originals, das auf einem Ständer am südlichen Seitenschiff neben den Grabsteinen bedeutender Persönlichkeiten aus dem 17. und 18. Jahrhundert aufgestellt wurde.
Im Inneren sind trotz der vorherrschenden Schäden an der Bausubstanz noch die Strukturen der verschiedenen früheren Umbauten zu erkennen. Im Chor und über den Nebenaltären sind die alten Liernes und die Tiercerons, also die Rippen der Kreuzrippengewölbe, in Teilen sichtbar. Das Gewölbe des Hauptschiffs wurde durch eine eingezogene Decke ersetzt, nachdem die Kirche sowohl 1676 wegen eines Angriffs auf die nahegelegene Festung durch die Armeen Ludwigs XIV. als auch 1834 durch einen Brand in einer benachbarten Spinnerei Schaden erlitten hatte.
Sowohl die zahlreichen Grabsteine, die in die Seitenschiffe eingelassen und auch in den Boden des großen Mittelschiffs integriert sind, als auch die unter dem Chor liegende Krypta, die bis zum 18. Jahrhundert eigentlich ein Friedhof war, geben dem Gebäude den Charakter einer frühen Grabeskirche. Heutzutage befindet sich der Ortsfriedhof auf einer planierten Fläche außerhalb an der Nordostseite der hohen Kirchenmauer. Hauptaugenmerk in der Krypta ist der an der Apsis des Gebäudes hinter einem schmiedeeisernen Gitter stehende Altaraufbau, mit dem offenen Sarkophag und der Figur des heiligen Rochus von Montpellier, alles eingebettet in einer wie zufällig formierten losen Steinanhäufung im Stil einer Grotte.

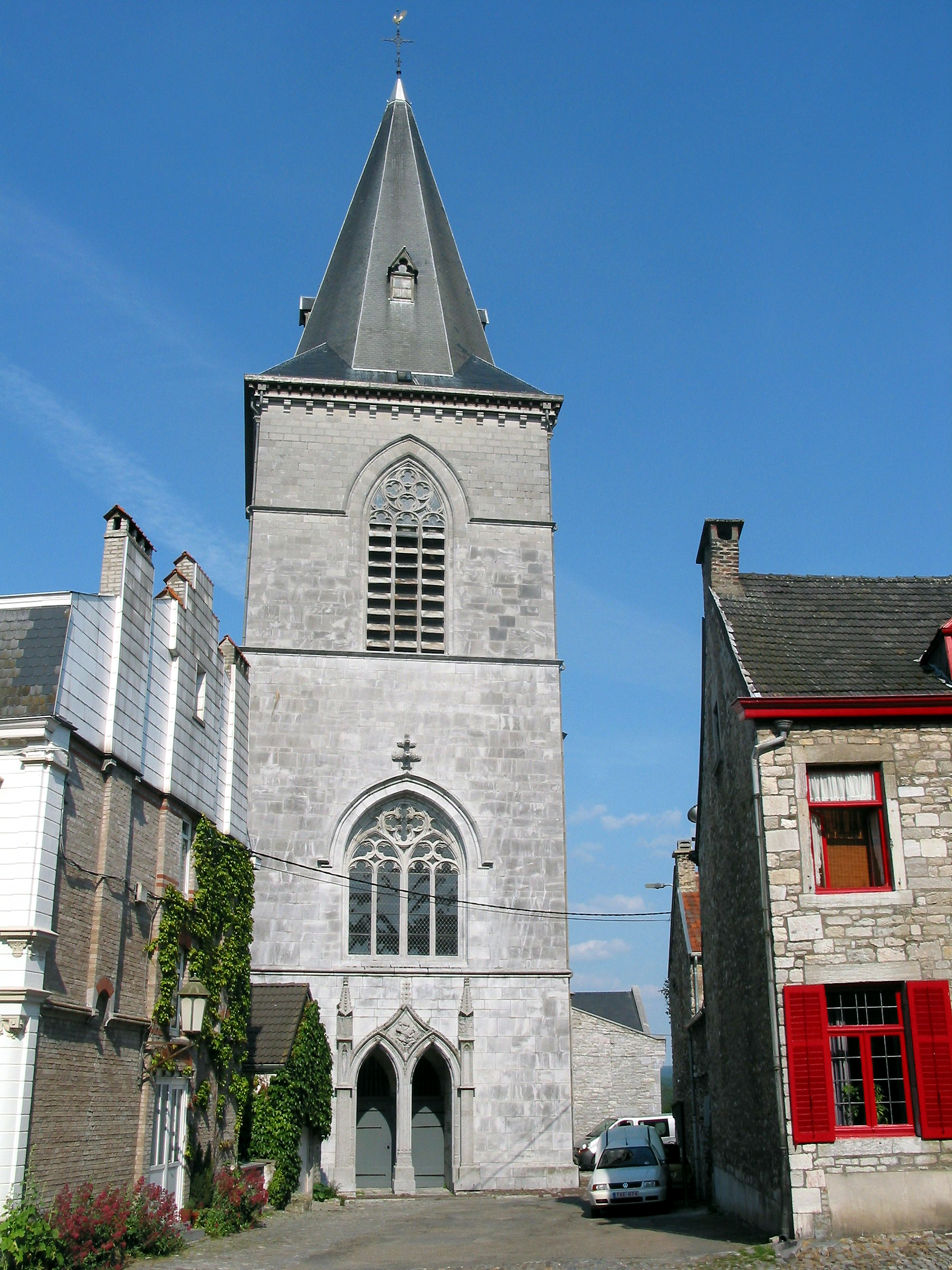
Westturm
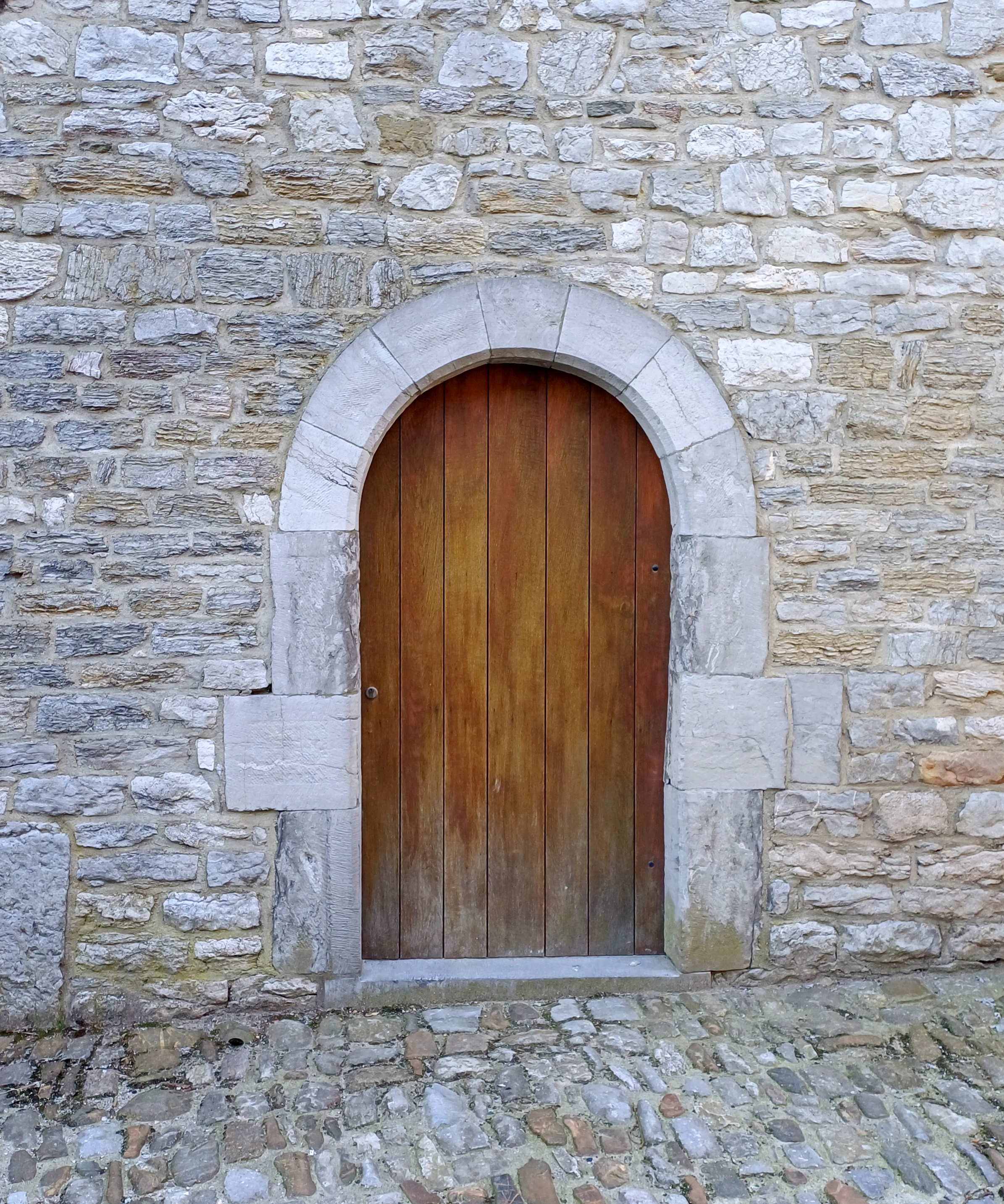
Propsttor
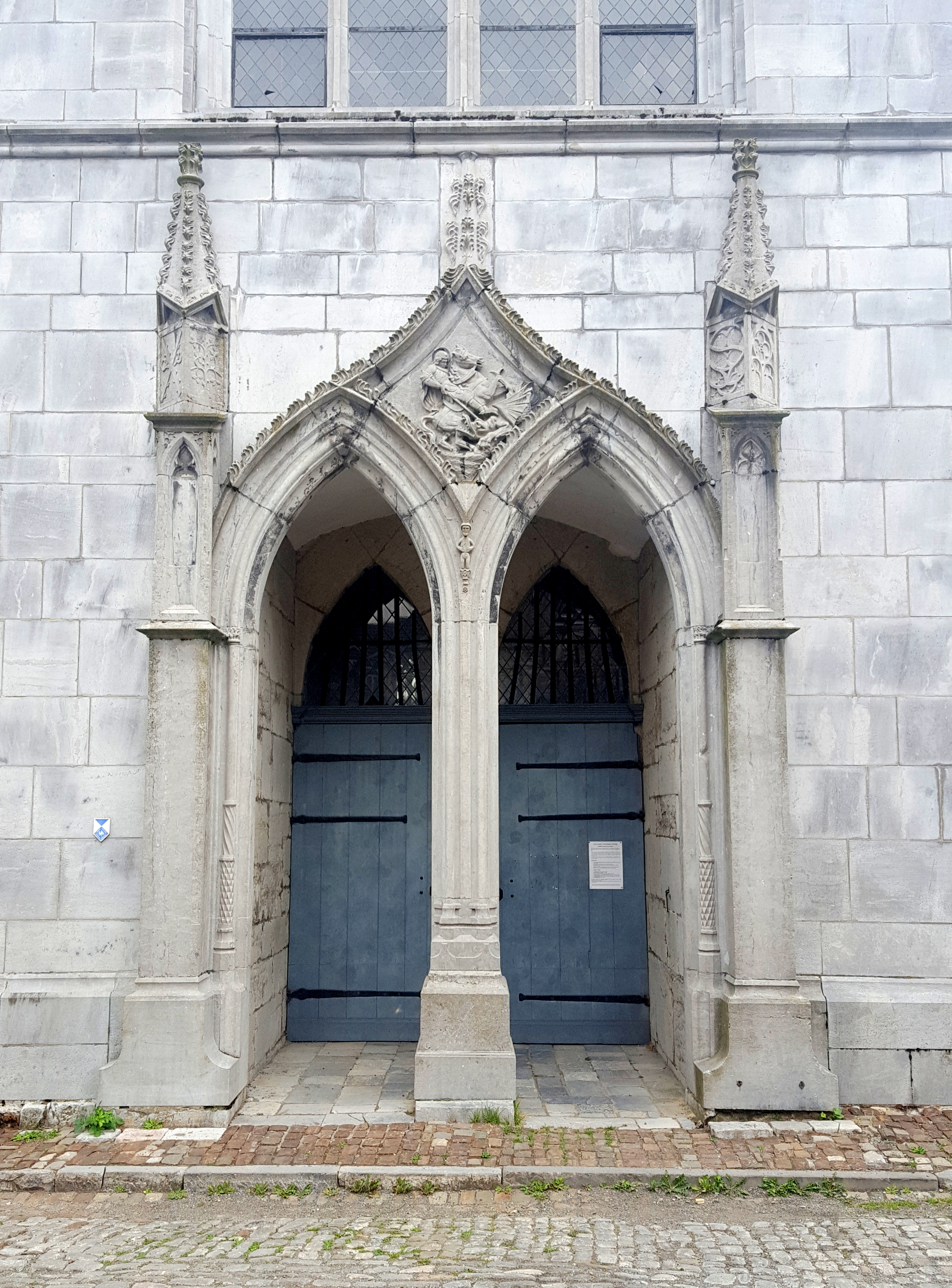
Haupteingang
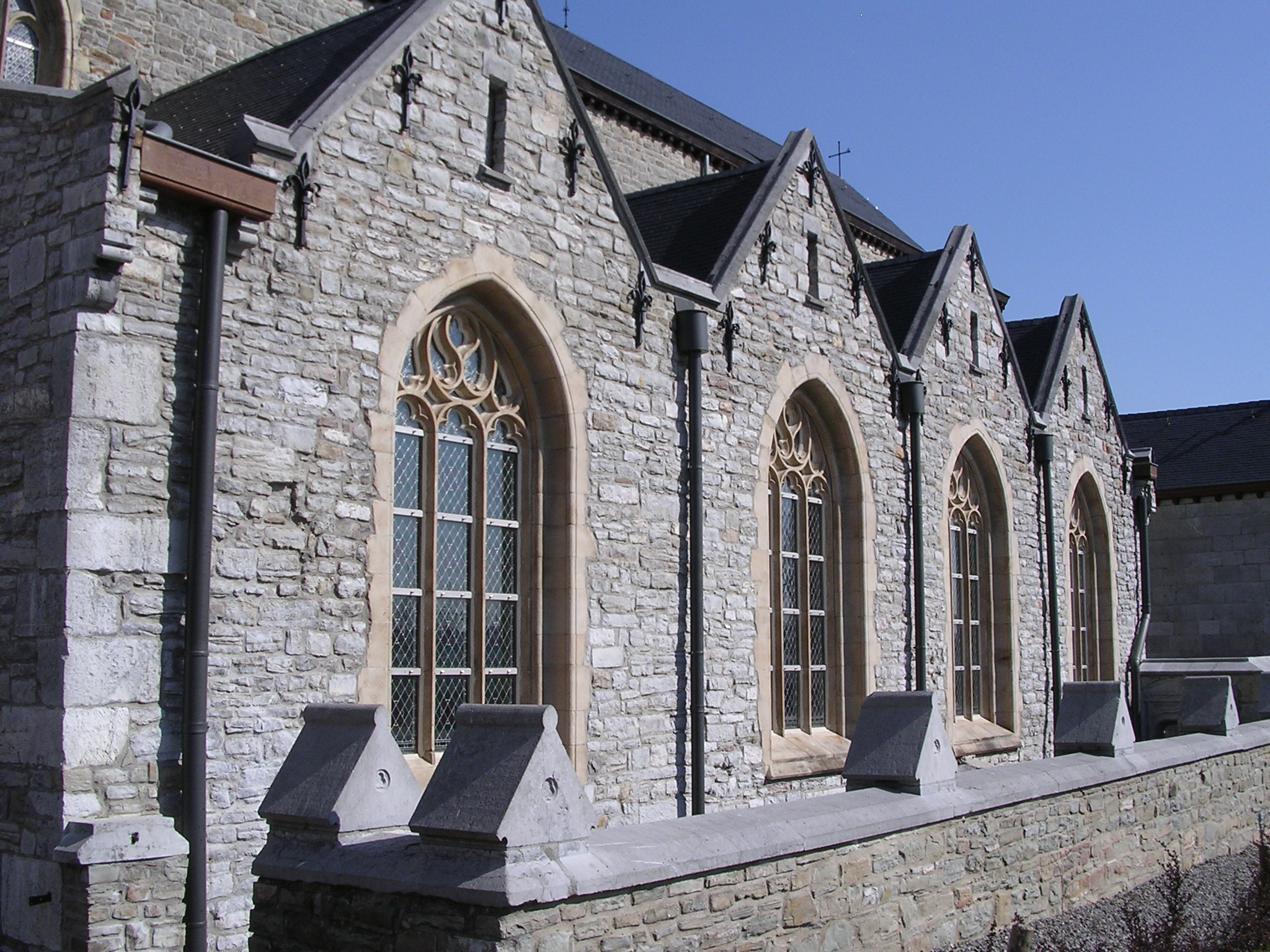
Südliches Seitenschiff
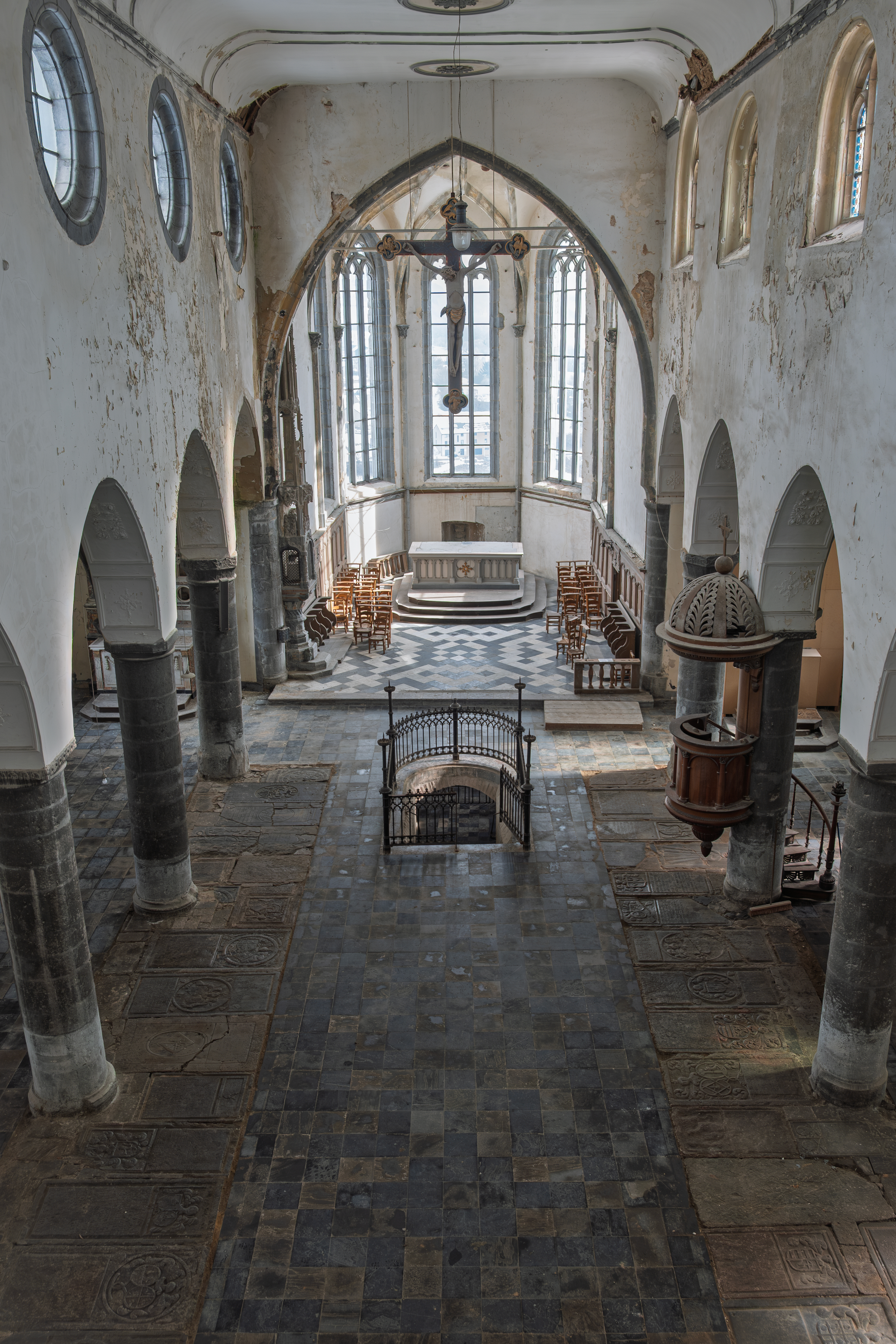
Mittelschiff mit Chor und Apsis (2018)

## Ausstattung
Von der historischen Kirchenausstattung befinden sich folgende Objekte noch im Bestand:
- monumentaler Steintabernakel aus dem Jahr 1520. Auf einer reich verzierten mehrstufigen Rundsäule sitzt die hochrechteckige eigentliche Tabernakelnische, die in eine Figurennische mit einer Reliefarbeit mit religiösen Szenen übergeht. Diese ist mit einem Baldachin bedeckt, auf den auf einer oktogonalen kurzen Steinsäule eine Heiligenfigur aufgesetzt wurde. Mehrere eingravierte Schriftzüge am Tabernakel nehmen Bezug zu biblischen Zitaten.
- Gotisches Triumphkruzifix aus dem 16. Jahrhundert
- Taufbecken mit vier menschlichen Köpfen aus dem 16. Jahrhundert
- Gotisches Weihwasserbecken aus dem 16. Jahrhundert sowie ein Weiteres am Eingang aus Limburger Marmor aus dem 18. Jahrhundert.
- Ölgemälde „Die Erlösung“ aus dem 17. Jahrhundert von Walthère Damery (1614–1678) im linken Seitenschiff in der Nähe des Taufbeckens. Dieses Werk ist vier Meter hoch und in der unteren linken Ecke signiert sowie mit 1674 datiert. Es ist gerahmt in vergoldeter Eiche und hing einst über dem Hochaltar.
- Beichtstühle aus geschnitzter Eiche im Rokoko-Stil, hergestellt Mitte des 18. Jahrhunderts von einem lokalen Handwerker.
- In der Krypta ein offener Sarkophag mit liegender Jesusfigur, darüber ein barock verziertes Tabernakelgehäuse, daneben die Figur des hl. Rochus von Montpellier.

Lost Place Impressionen 2018
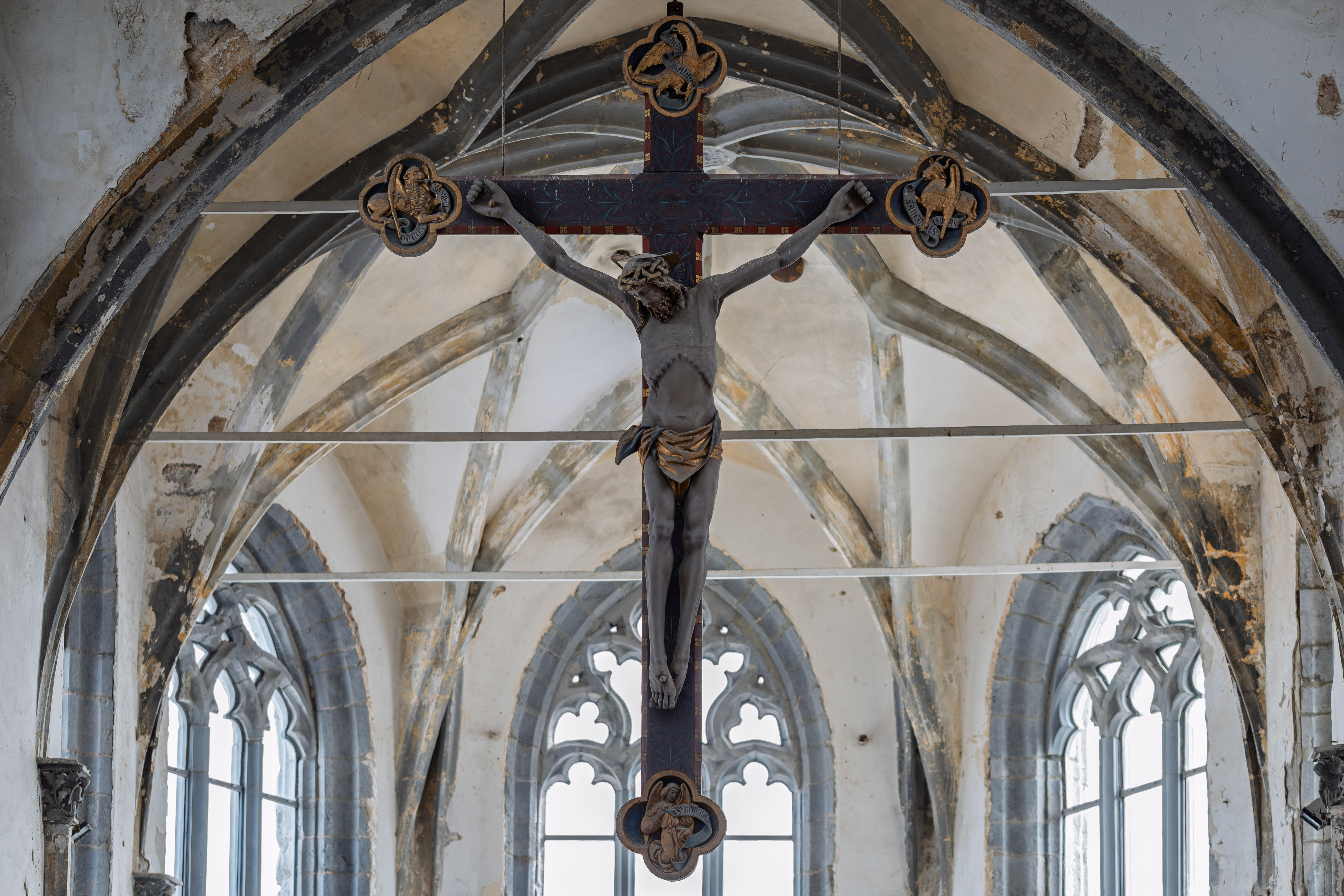
Triumphkreuz
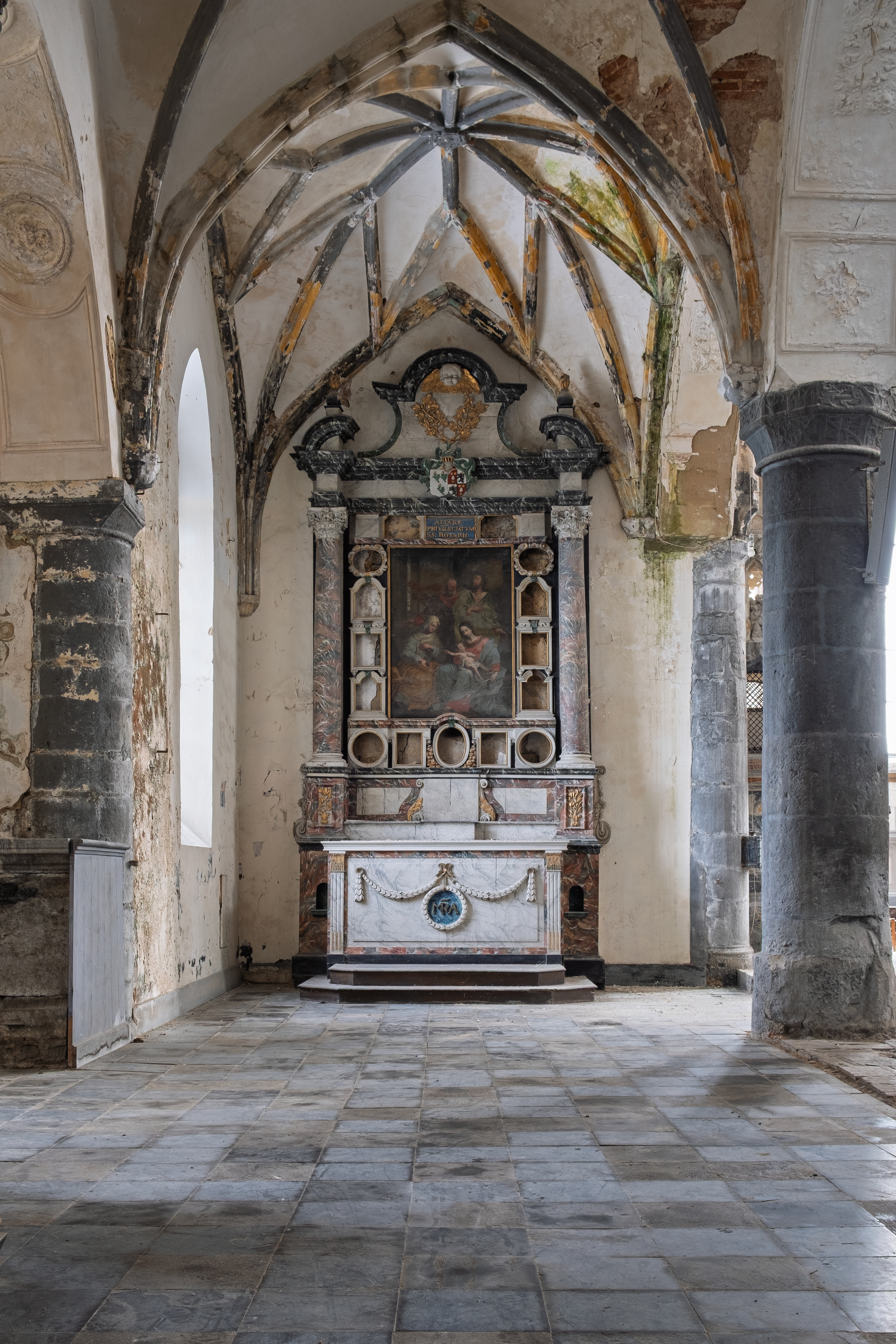
Linker Seitenaltar
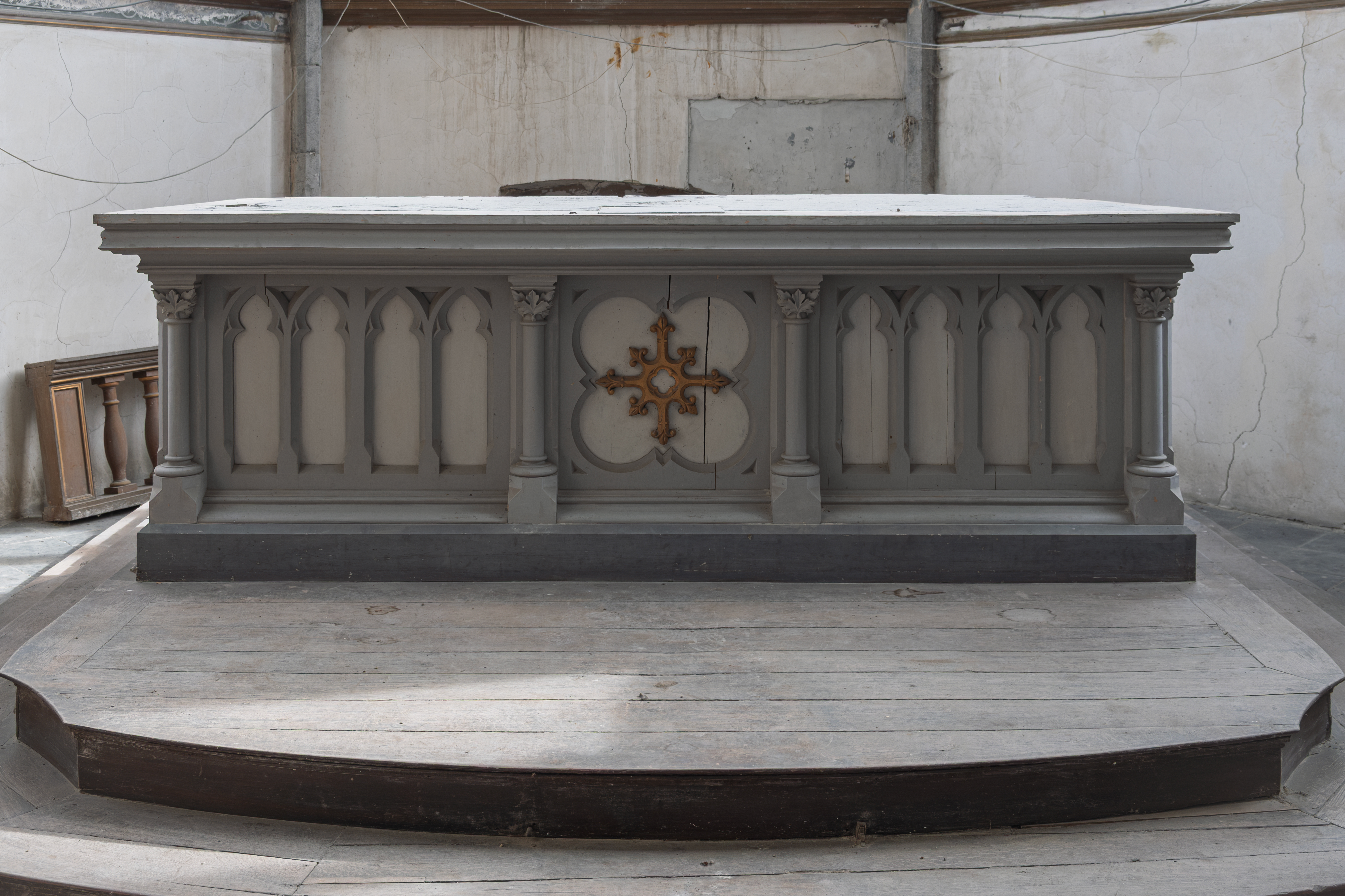
Altartisch
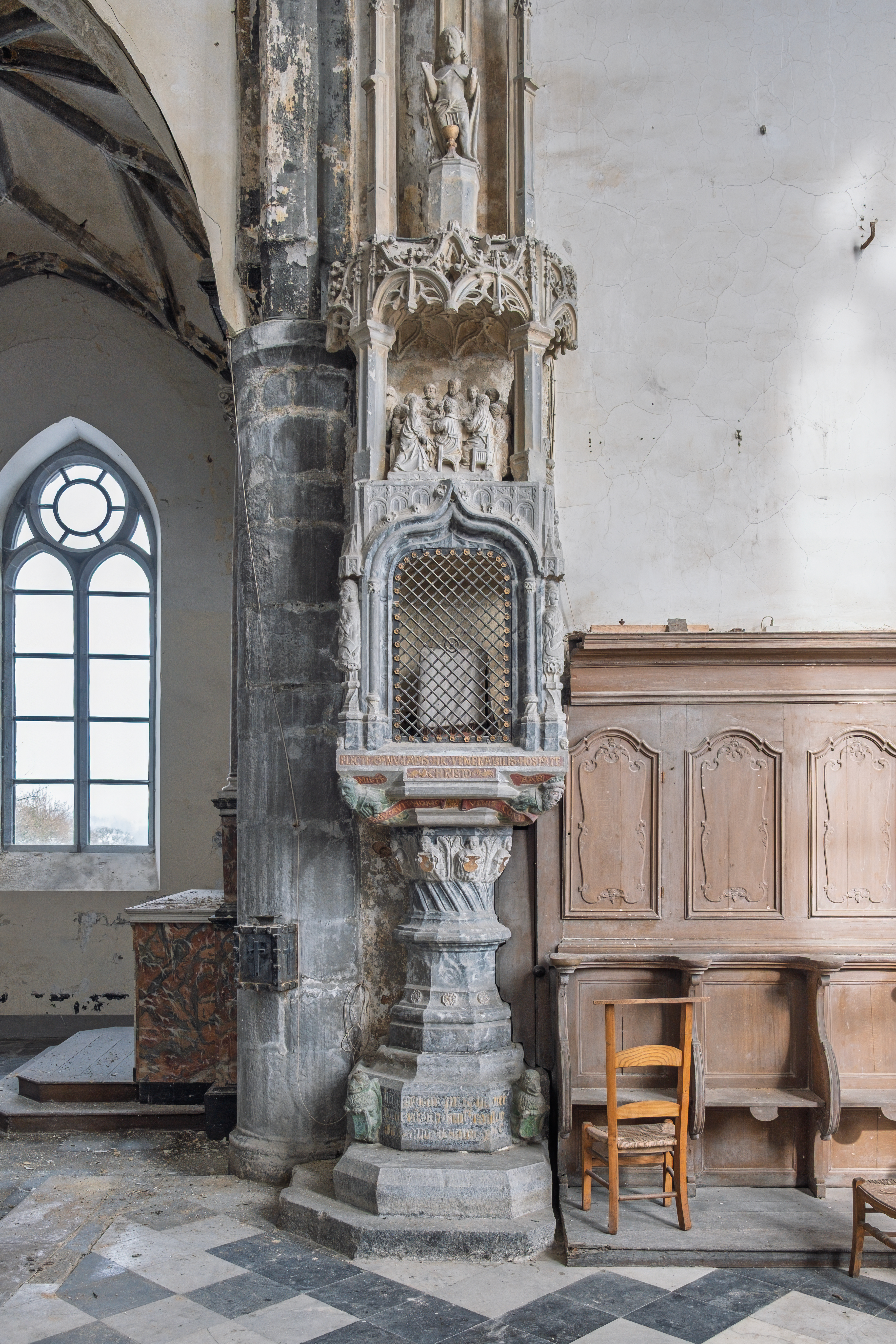
Tabernakel
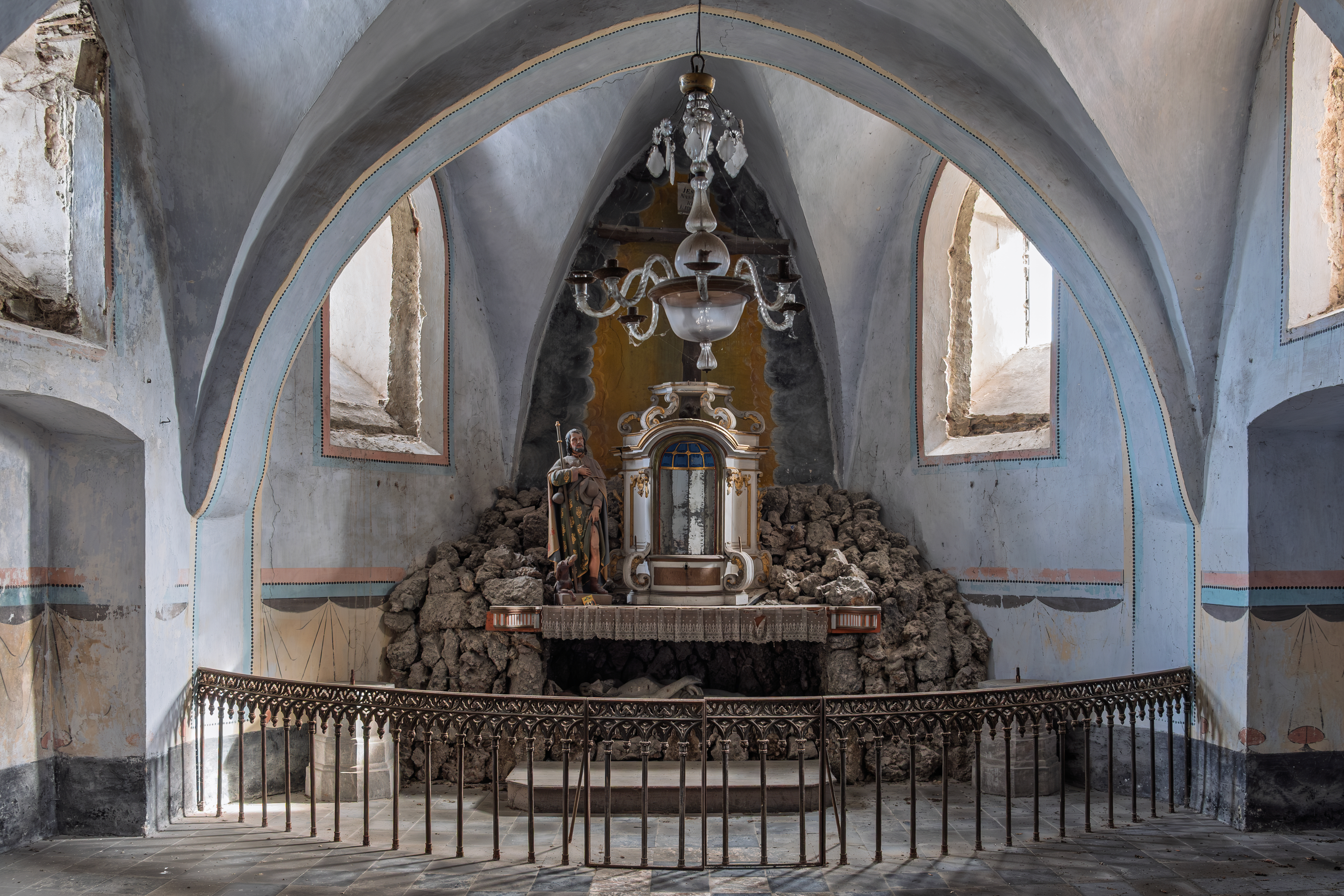
Krypta-Altar